# Pangasius
A Pangasius a sugarasúszójú halak (Actinopterygii) osztályának harcsaalakúak (Siluriformes) rendjébe, ezen belül az óriásharcsafélék (Pangasiidae) családjába tartozó nem.

## Tudnivalók
A Pangasius-fajok Dél- és Délkelet-Ázsia édesvizeiben fordulnak elő. A legnagyobb példányaiknak hossza 18-300 centiméter között mozog.

## Rendszerezés
A nembe az alábbi 22 élő faj és 1 fosszilis faj tartozik:
- Pangasius bocourti Sauvage, 1880
- Pangasius conchophilus Roberts & Vidthayanon, 1991
- Pangasius djambal Bleeker, 1846
- Pangasius elongatus Pouyaud, Gustiano & Teugels, 2002
- Pangasius humeralis Roberts, 1989
- Pangasius kinabatanganensis Roberts & Vidthayanon, 1991
- Pangasius krempfi Fang & Chaux, 1949
- Pangasius kunyit Pouyaud, Teugels & Legendre, 1999
- Pangasius larnaudii Bocourt, 1866
- Pangasius lithostoma Roberts, 1989
- Pangasius macronema Bleeker, 1850
- Pangasius mahakamensis Pouyaud, Gustiano & Teugels, 2002
- Pangasius mekongensis Gustiano, Teugels & Pouyaud, 2003
- Pangasius myanmar Roberts & Vidthayanon, 1991
- Pangasius nasutus (Bleeker, 1863)
- Pangasius nieuwenhuisii (Popta, 1904)
- Pangasius pangasius (Hamilton, 1822) - típusfaj
- Pangasius polyuranodon Bleeker, 1852
- Pangasius rheophilus Pouyaud & Teugels, 2000
- Pangasius sabahensis Gustiano, Teugels & Pouyaud, 2003
- vitorlás cápaharcsa (Pangasius sanitwongsei) Smith, 1931
- Pangasius silasi Dwivedi et al., 2017[1]

- †Pangasius indicus Marck, 1876[2] - paleogén; Szumátra